# Mauerfallkonzert
Das Mauerfallkonzert fand drei Tage nach Öffnung der Berliner Mauer am 12. November 1989 in der Berliner Philharmonie statt. Die Berliner Philharmoniker spielten unter der Leitung von Daniel Barenboim Werke von Ludwig van Beethoven und Wolfgang Amadeus Mozart.

## Vorgeschichte
Nach der Öffnung der Berliner Mauer am 9. November 1989 kam bei den Berliner Philharmonikern spontan die Idee auf, ein Konzert für Ostberliner und DDR-Bürger zu geben. Daniel Barenboim, der nur kurz zuvor bei der Wahl zum Chefdirigenten Claudio Abbado als Nachfolger Herbert von Karajans unterlegen war, erklärte sich bereit, das Dirigat zu übernehmen.

## Das Konzert
Mit einem Ausweis oder Reisepass der DDR erhielten Besucher freien Eintritt in die Berliner Philharmonie. Es wurden das 1. Klavierkonzert (mit Barenboim als Solist) sowie die 7. Sinfonie von Ludwig van Beethoven gespielt und als Zugabe die Ouvertüre aus W. A. Mozarts Oper Così fan tutte.